# Ludwig Pfyffer

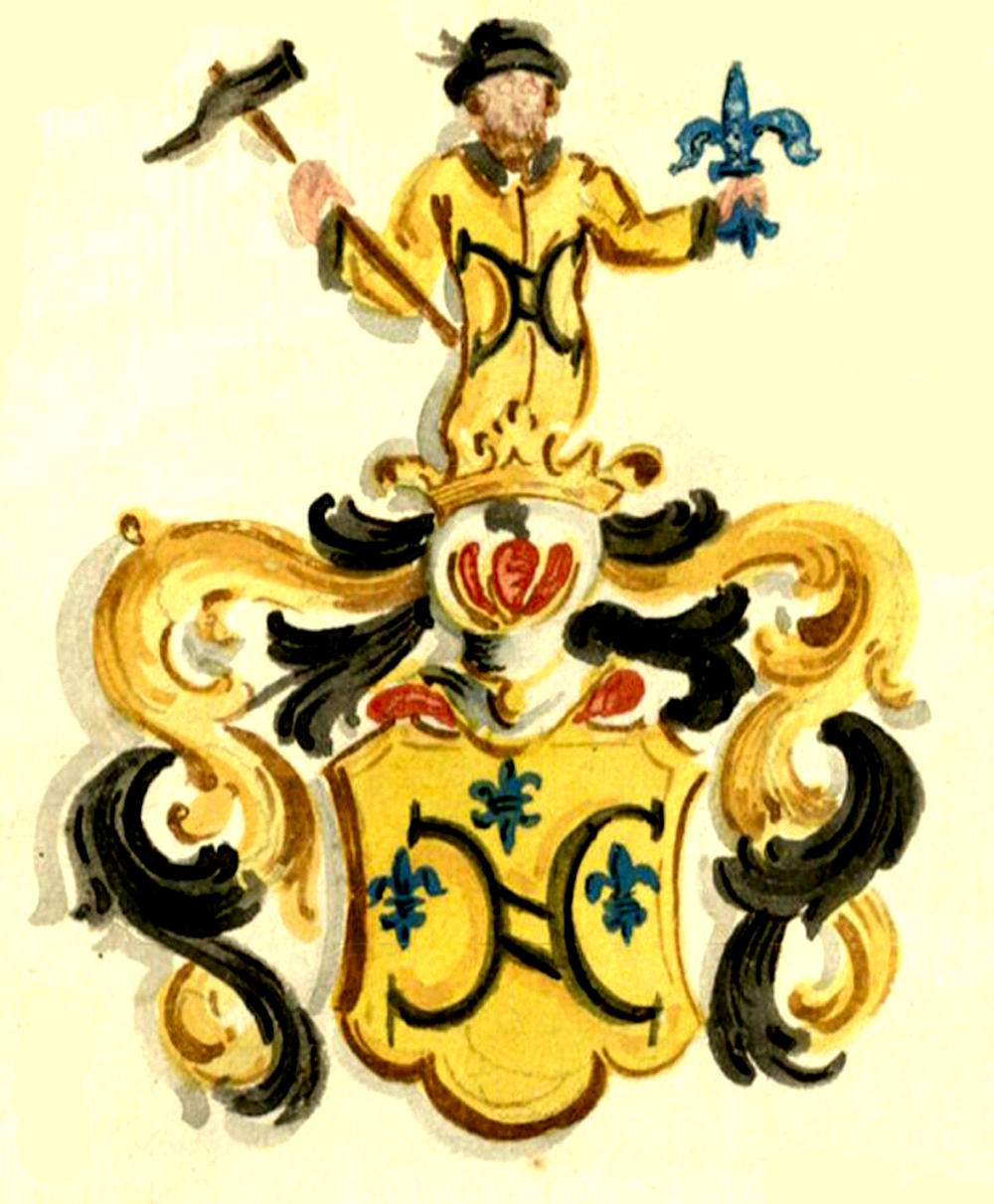
Stemma Pfyffer-Altishofen

Ludwig Pfyffer von Altishofen (Lucerna, 1524 – Lucerna, 17 marzo 1594) è stato un condottiero e politico svizzero, assiduo difensore del cattolicesimo nei Cantoni svizzeri durante gli anni turbolenti della Controriforma. Dopo aver servito come capitano di ventura durante le guerre di religione francesi, riuscì a diventare signore de facto della nativa Lucerna, di cui fece il centro delle attività cattoliche anti-protestanti. Allacciò stretti rapporti con il cardinale Carlo Borromeo e con la Lega Cattolica di Filippo II di Spagna e del francese Francesco I di Guisa.

## Biografia

### Il condottiero
Allo scoppio delle guerre di religione francesi, Pfyffer si mise al soldo del partito cattolico comandato da Francesco I di Guisa. Nella Battaglia di Dreux (1562) furono gli svizzeri di Pfyffer ad assorbire l'urto della carica protestante, permettendo a Guisa di guidare la contro-carica che portò alla cattura di Luigi I di Borbone-Condé. Ben portatosi a Dreux, Pfyffer venne nominato colonnello del reggimento svizzero.
Come rappresentante di Lucerna, Pfyffer prese parte alla Dieta di Augusta (1566) e si guadagnò un cavalierato dall'imperatore Massimiliano II, poi tornò in Francia, attirato dalla recrudescenza delle ostilità tra cattolici e protestanti. Distintosi come guardia del corpo del giovane re Carlo IX di Francia, attaccato dagli ugonotti lungo il tragitto da Meaux a Parigi, si guadagnò l'appellativo di "Re degli Svizzeri". Partecipò alla Battaglia di Saint-Denis (1567) ed alla Battaglia di Jarnac (marzo 1569), decidendo, pochi mesi dopo (ottobre), l'esito dello scontro nella Battaglia di Moncontour, che gli valse anche un cavalierato francese.

### Il politico
Nel 1571, il quarantasettenne Ludwig Pfyffer venne eletto magistrato cittadino di Lucerna. Fino al giorno della sua morte, ventitré anni dopo, non abbandonò mai quell'incarico.
Pfyffer seppe inoltre arricchirsi considerevolmente ammassando diverse pensioni da parte di potentati stranieri ed intensificando il reclutamento ed il mantenimento di guardie svizzere per il pontefice romano.